# 케론인
케론인(ケロン人)이란 케론별에 사는 외계인을 일컫는 단어로 개구리 중사 케로로에 나오는 등장인물들중 한 분야를 일컫는 단어이다. 개구리 중사 케로로에 등장하는 가공의 외계인으로 모습은 개구리의 모습을 하고 있는 외계인이다.
케론인들은 대부분이 배에 마크를 달고있으며 군인이 많은 것이 특징이다. 개구리중사 케로로의 작품속에는 케론별측에선 많은 동맹외계인들과 협상을 하고 조약도 맺으며 같은 케론인은 물론 케론인들과 친한 외계인들과는 얼마든지 결혼할 수 있다. 케론인과 적대적인 외계인이라도 허락만 있으면 결혼이 가능하며 물과 습기가 있으면 상당히 강해지는것도 케론인들만의 특징이기도 하다. 또한 어릴때는 엉덩이쪽에 꼬리를 달고있으며 다 자라면 꼬리는 사라진다.